# Ramaszki
Ramaszki (biał. Рамашкі; ros. Ромашки, Romaszki) – wieś na Białorusi, w obwodzie mińskim, w rejonie miadzielskim, w sielsowiecie Słoboda.
Do 1969 roku miejscowość nosiła nazwę Horby (biał. Гарбы, Harby; ros. Горбы, Gorby).

## Historia
W czasach zaborów w gminie Żośna, w powiecie wilejskim, w guberni wileńskiej Imperium Rosyjskiego.
W latach 1921–1945 wieś leżała w Polsce, w województwie wileńskim, w powiecie duniłowickim, od 1926 w powiecie postawskim, w gminie Żośno.
Według Powszechnego Spisu Ludności z 1921 roku zamieszkiwało tu 158 osób, 41 było wyznania rzymskokatolickiego, 117 prawosławnego. Jednocześnie 51 mieszkańców zadeklarowało polską przynależność narodową, 107 białoruską. Były tu 22 budynki mieszkalne. W 1931 w 30 domach zamieszkiwały 154 osoby.
Wierni należeli do parafii rzymskokatolickiej w Wesołusze i prawosławnej w Żośnie. Miejscowość podlegała pod Sąd Grodzki w Miadziole i Okręgowy w Wilnie; właściwy urząd pocztowy mieścił się w Słobodzie Żośniańskiej.
W wyniku napaści ZSRR na Polskę we wrześniu 1939 miejscowość znalazła się pod okupacją sowiecką. 2 listopada została włączona do Białoruskiej SRR. Od czerwca 1941 roku pod okupacją niemiecką. W 1944 miejscowość została ponownie zajęta przez wojska sowieckie i włączona do obwodu mińskiego Białoruskiej SRR.
Od 1991 w składzie niepodległej Białorusi. Do 2006 wieś w składzie sielsowietu Dziahile.